# Grevillea epicroca
Grevillea epicroca är en tvåhjärtbladig växtart som beskrevs av V. Stajsic & W. Molyneux. Grevillea epicroca ingår i släktet Grevillea och familjen Proteaceae. Inga underarter finns listade i Catalogue of Life.